# شکارچیان ترول: داستان‌های آرکادیا
شکارچیان غول : داستان های آرکدیا  ( به انگلیسی: Trollhunters:Tales of Arcadia) یک مجموعهٔ تلویزیونی متحرک فانتزی آمریکایی که ساخته شده توسط دریم‌ورکس انیمیشن و به کارگردانی و نویسندگی گی‌یرمو دل تورو است که از سوی نتفلیکس پخش شد.
دو قسمت  نخست این مجموعه  در ۸ اکتبر ۲۰۱۶ در کمیک کان  نیویورک به نمایش درآمدند خستین فصل این سریال از ۲۳ دسامبر ۲۰۱۷ در ۲۶ قسمت از نتفلیکس پخش شد . دومین فصل از ۱۵ دسامبر ۲۰۱۷ در ۱۳ قسمت پخش شد. سومین و آخرین فصل از ۲۵ می ۲۰۱۸ در ۱۳ قسمت پخش شد. شکارچیان غول نخستین سریال از سه گانه «داستان‌های آرکادیا» است
از زمان انتشار، Trollhunters به‌عنوان یک مجموعه انیمیشن بلندپروازانه و مرزی مورد تحسین قرار گرفته است.[۶] این سریال در سال ۲۰۱۷ نامزد ۹ جایزه امی روز شد و بیش از هر برنامه تلویزیونی انیمیشنی یا زنده در آن سال برنده شد.[۷] در سه فصل نخست، همچنین جایزه بفتا، چندین جایزه آنی، جوایز Kidscreen، جوایز حلقه طلایی و جایزه Saturn را دریافت کرده یا نامزد دریافت آن شده است. این نمایش همچنین چندین کتاب اصلی کودکان را تولید کرده است و در مجموعه‌ای از رمان‌های گرافیکی مارک گوگنهایم و ریچارد همیلتون که توسط Dark Horse Comics منتشر شده است، اقتباس شده است.
آنتون یلچین در دو فصل نخست بخشی از سریال بود، زیرا او دیالوگ های کافی را ضبط کرده بود او تا قبل از مرگ ناگهانی خود آنها را کامل کرد یلچین همچنین قادر به ارائه بخشی از دیالوگ برای فصل آخر بود، در حالی که بخش‌های باقیمانده دیالوگ توسط امیل هیرش ضبط شد.
پس از موفقیت این سریال، گیرمو دل تورو اعلام کرد که Trollhunters نخستین فصل از سه گانه مجموعه های تلویزیونی با عنوان مجموع Tales of Arcadia خواهد بود. داستان در یک مجموعه سه بعدی الهام گرفته از علمی تخیلی با عنوان 3Below: Tales of Arcadia ادامه یافت و این سه گانه در یک مجموعه فانتزی با عنوان جادوگران: داستان های آرکادیا(wizards:Tales of Arcadia) { که به فصل چهارم شکارچیان ترول شهرت دارد }به پایان رسید. همچنین در ۳ سپتامبر ۲۰۱۸ در موسیقی پاپ در بریتانیا به نمایش درآمد.
در ادامه داستان های ارکدیا شکارچیان ترول و ویزاردز یا همان جادوگران یک فیلم بلند مدت با عنوان Trollhunters: Rise of the Titans  { شکارچیان ترول ظهور تایتان ها } در ۲‍۱ ژوئیه ۲۰۲۱ اکران شد که پایان مجموعه ارکدیا است.      

## خلاصه داستان

### قسمت ۱
هنگامی که جیم لیک جونیور طلسم نور روز را در زیر کانالی از بقایای بدن مرده پیدا می کند، با کمک دوستان انسانی خود توبی و کلیر و دوستان ترول خود، بلینکی، وارد ماجراجویی همیشگی می شود که از آرکادیا در برابر شرور ها محافظت می کند. ،(عربده) AAARRRGGHH!!!، و Draal (درال). اما آیا او واقعا می تواند راز خود را از بقیه شهر حفظ کند؟

### قسمت ۲
با گیر افتادن جیم در (Darklands) سرزمین تاریک، دوستانش برای نجات او به سرزمین تاریک می روند. با خروج جیم از سرزمین تاریکی، او با عواقب اعمال خود با ورود به داخل بازار غول ها مواجه می شود. Blinky (بلینکی) با برادر قدیمی خانواده برخورد می کند، همانطور که بقیه Trollmarket با یک خال احتمالی در میان آنها سر و کار دارند. وقتی استیو پالچوک و الی پپرجک با فشارهای دوران دبیرستان شروع به برخورد با زندگی دوگانه جیم می کنند، همه چیز تغییر میکند

### قسمت ۳
این پایان سال دوم در Arcadia High است: زندگی دوگانه جیم بر مادرش تأثیر گذاشته است زیرا کلیر از یک جادوگر باستانی مشکلی را تجربه می کند. گانمار کنترل بازار ترول هارت استون را به دست گرفته است. جادوگر بزرگ مرلین، جیم را به نیمه ترول تبدیل می کند.

## شخصیت های اصلی
- جیم لیک جونیور
- کلیر نونیز
- توبی دامزاسکی
- بیلنکی (بابا غوری)
- باربارا لیک
- والتر استریکلر
- گانمار
- ارگ (اربده)
- مرلین

معرفی بازیگران، حضور در قسمت ها و زندگی نامه و قدرت های شخصیت های داستان؛ 
داستان های ارکدیا غول کش ها.
(داستان های شخصیت ها):
آنتون یلچین (قسمت های ۱-۴۱) و امیل هیرش (قسمت های ۴۲-۵۲) در نقش جیمز "جیم" لیک جونیور / شکارچی ترول، اولین انسان ترول هانتر و قهرمانی بی میل که با فشارهای رهبری یک دو نفره برخورد می کند. زندگی او در آشپزی و در نهایت شمشیربازی استعداد دارد و به شدت به مادر و دوستانش اهمیت می دهد. یلچین صدای جیم را از قسمت ۱، از طریق بخش هایی از قسمت ۳ قبل از مرگش ارائه کرد. هیرش این نقش را بر عهده گرفت و جایگزین او شد.
چارلی ساکستون در نقش توبیاس «توبی» دومزالسکی، بهترین دوست و معتمد جیم. او بسیار هیجان‌انگیز و هیجان زده، دنیای مخفی ترول‌ها را کاملا در آغوش می‌گیرد و به جیم در تلاش‌هایش کمک می‌کند. سلاح منتخب او یک چکش جنگی است.
Lexi Medrano در نقش کلیر ماریا نونیز، بهترین دوست/دوست دختر جیم. او دختری پر شور، مهربان، شوخ، کنجکاو، کنجکاو و باهوش است که از کتاب لذت می‌برد و یک رزمی‌کار و ژیمناستیک‌کار با استعداد است. او Shadow Staff (Skathe-Hrün) (عصای سایه) را به دست می آورد، عصایی که قادر به ایجاد پورتال هایی هستند که توسط احساسات شخص فعال می شوند.
کلسی گرامر در نقش Blinkous "Blinky" Galadrigal،  (بلینکی) مربی ترول چهار دست شش چشم جیم. یک ترول دانا و دانشمند با قلب طلایی، او به عنوان مغز ترول هانترها عمل می کند و در نهایت به نوعی شخصیت پدری برای جیم تبدیل می شود.
جاناتان هاید در نقش Waltolomew ‘Walter’ Stricklander ‘Strickler’، [۱۵] (استریکلر) معلم تاریخ جیم که در واقع یک تغییر دهنده (دو رگه) است. هنگامی که جیم حقیقت را کشف می کند "اطلس جوان" تمام احترام خود را برای او از دست می دهد و آن دو تبدیل به دشمنان سرسخت می شوند. با این حال، او نسبت به جیم مهربان است و ویژگی‌های رستگاری دارد و به او کمک میکند. 
Fred Tatasciore در نقش Aarghaumont "AAARRRGGHH!!!"،[۱۵] ۰(عربده)یک ترول تنومند و دوست نزدیک Blinky (بلینکی)، که پیوند عمیقی با توبی ایجاد می کند. او در کودکی توسط Gumm-Gumms (گام گام) از Krubera (نژاد ترول‌هایی که در اعماق زمین زندگی می‌کنند) ربوده شد که دایره واژگان او را کاهش داد و فرمانده ارتش گانمار بود. او که از جنایاتی که مرتکب شد عذاب می‌کشد، گانمار را ترک کرد تا در صلح زندگی کند (همانطور که در جادوگران و شکارچیان ترول نشان داده شده است). با این حال، او همچنان برای محافظت از کسانی که به آنها اهمیت می دهد مبارزه خواهد کرد.
ویکتور رایدر-وکسلر در نقش وندل، رهبر Trollmarket"بازار غول ها". وندل، یک ترول باستانی و حیرت زده، در ابتدا به جیم مشکوک است و اغلب به عنوان یک بدبین ظاهر می شود، اما جنبه نرم تری نشان می دهد و در نهایت به جیم ایمان دارد. در پایان قسمت ۲، او پس از اینکه اوسورنا نشان داد که برای Gunmar (گانمار) کار می کند و یک نفوذی است، توسط Usurna (اوسرنا)کشته می شود، اما قبل از مرگ سنگی در دست داشت که ماجرای اتفاق افتاده را به شکارچیان ترول نشان میدهد و شکارچیان غول متوجه نفوذی بودن اوسرنا و چگونگی مرگ وندل پی میبرند.
ران پرلمن در نقش بولار، [۱۴] پسر گانمار. او که یک جنگجوی بی رحم و قدرتمند ترول است، وسواس زیادی برای آزاد کردن پدرش از سرزمین تاریک دارد. او تحقیر خاصی نسبت به چنجلینگ ها دارد که آنها را "نجس" می داند و او را در تقابل با استریکلر و دیگر چنجلینگ هایی قرار می دهد که به دنبال آزادی گانمار هستند. او در نیمه نخست فصل ۱ توسط جیم کشته شد، اما بعداً در قسمت نخست فصل یک "Where Is My Mind" ظاهر شد. و فصل ۲ قسمت "ناسازگار".
کلنسی براون در نقش گانمار، رهبر مشت آهنین Gumm-Gumms که در Darklands زندگی می کند. او قدرتمند و بی رحم است و به آسانی عوامل وفادار و متحدانی را که دیگر نمی توانند به او خدمت کنند، از بین می برد. او هیچ ابایی از بردگی یا کشتن ترول های همکارش برای رسیدن به اهدافش ندارد. با این حال، او عمیقاً به پسرش بولار اهمیت می دهد. گانمار با وجود نقش آنتاگونیست اصلی ظاهری خود، در واقع در خدمت مورگانا است.
امی لندکر در نقش باربارا لیک، [۱۵] مادر محافظ و پرکار جیم. شوهرش وقتی جیم پنج ساله بود خانواده را ترک کرد. شغل دکتر او به این معنی است که او اغلب از خانه دور است، و این به جیم این اجازه را می دهد تا وظایفش در ترول هانتر را به راحتی دنبال کند.
استیون یون در نقش استیو پالچوک، یک قلدر خودشیفته که مکررا جیم را آزار می دهد. او که به رفتار غیرمعمول جیم مشکوک است، در نهایت حقیقت را کشف می‌کند و با الی پپرجک تبدیل به Creepslayerz می‌شود تا به جیم در قسمت ۲ کمک کند.
کول سند در نقش الی پپرجک، همکلاسی خجالتی جیم که به ماوراء طبیعه اعتقاد دارد. در قسمت دوم، او با استیو پالچوک همکاری می کند تا موجودات عجیبی را که هر دو دیده اند بررسی کنند و به جیم کمک کنند.
تکرار شونده
متیو واترسون در نقش درال، پسر ترول هانتر قبلی، کانجیگار. او در اصل نسبت به جیم حسود و مشکوک است، اما بعداً با او دوست می شود - به عنوان مربی جنگی جیم عمل می کند. در حین نبرد در موزه، درال در حالی که طلسم شکارچی ترول را از پل کیلاهد بیرون می‌آورد تا درگاه پل کیلاهد را ببندد، بازوی راست پایین خود را قربانی می‌کند و بعداً یک دست مکانیکی به دست می‌آورد. درال توضیح می‌دهد که پدرش وقتی بزرگ شد از او فاصله گرفت و امیدوار بود که شکارچی ترول بعدی شود تا بتواند رضایت پدرش را جلب کند. او در فصل سوم توسط انگورات کشته شد.
لورن تام در نقش نومورا، متصدی موزه تغییر و همکار استریکلر. او که در اصل یک آنتاگونیست بود، به خاطر شکست هایش به سرزمین های تاریک کشیده شد و توسط گانمار زندانی شد. وقتی جیم در سرزمین های تاریک دستگیر می شود، این دو با هم ارتباط برقرار می کنند و با هم فرار می کنند.
جیمی وود در نقش NotEnrique، The Changeling با انریکه برادر نوزاد کلیر معاوضه شد. در حالی که دردسرساز و خودخواه است، او به طور فعال بدخواه نیست و حتی گاهی (معمولاً پس از رشوه گرفتن) به Trollhunters کمک می کند. او با کلیر ارتباط صخره ای اما برادرانه برقرار می کند.
تام هیدلستون و جیمز پورفوی در نقش کانجیگار شجاع، پدر درال و شکارچی نجیب ترول قبل از جیم. جیم، مربیان ارواح او، اغلب نگران سبک مبارزه تیم جیم هستند، و معتقدند که Trollhunter باید به تنهایی کار کند تا از به خطر انداختن کسانی که به آنها اهمیت می دهد جلوگیری کند - این منجر به گناه و تصمیم جیم برای ورود به Darklands / سرزمین تاریک به تنهایی می شود. هیدلستون صداپیشگی کانجیگر را در خلال پخش سریال برعهده داشت، در حالی که Purefoy برای ایفای این نقش برای بقیه سریال انتخاب شد.
آیک آمادی در نقش انگورات، یک قاتل ترول باستانی که شکارچیان ترول را شکار می کند و روح آنها را می گیرد. در قرون وسطی، انگور با مورگانا معامله کرد و روح خود را در ازای قدرت های عرفانی خود تسلیم کرد.
رودریگو بلااس در نقش گنوم چامپسکی، گنومی که توبی آن را پذیرفته است. او کار خود را به عنوان یک "گنوم سرکش" شروع کرد که باعث دردسر می شد، اما پس از اینکه در نهایت توسط جیم شکست خورد، زمانی که به او یک خانه عروسک برای زندگی و یک عروسک پلاستیکی به عنوان همراهش داده شد، با او دوست شد. او بعداً به یافتن انریکه در سرزمین تاریک کمک می کند و همچنین به نجات جیم از سرزمین تاریک کمک می کند.
مارک همیل در نقش دیکتاتیو گالادریگال، برادر بلینکی. او که تصور می شود مرده است، به گانمار در تلاش خود برای فتح زمین های سطحی کمک می کند. او در جریان مبارزه ای (نجات جیم از سرزمین تاریک)در سرزمین تاریک توسط بلینکی کور می شود.
آنجلیکا هیوستون در نقش ملکه اوسورنا، ملکه کروبرا، نژاد ترول‌های (AAARRRGGHH!!!) عربده که در غارهای عمیق زندگی می‌کند، و عضو شورایی از رهبران ترول‌ها به نام دادگاه. او در ابتدا به نظر می رسد یک ملکه مهربان است که نگران سلامتی AAARRRGGHH!!! (عربده) به عنوان یکی از اعضای دادگاه، او سختگیر و قضاوت کننده است و دادگاه را هدایت می کند تا علیه جیم و دوستانش اقدام کند. در اواخر قسمت ۲، او خود را به عنوان یک خائن نشان می دهد که برای Gunmar کار می کند و به او کمک می کند تا Trollmarket (بازار غول ها) را تصاحب کند.
لنا هدی در نقش مورگانا لی فی / بانوی رنگ پریده / ملکه الدریچ / آرگانته / بابا یاگا، موجودی باستانی و به ظاهر بدخواه و حامی انگور روت.
لارین نیومن در نقش لنورا جانت، معلم جبر و نمایشنامه آرکادیا اوکس هایت.
تام کنی در نقش اتو اسکارباخ، یک چند شکلی در حال تغییر که می تواند به شکل هر کسی تغییر کند. او فرمانده اعظم نظم ژانوس، یک انجمن مخفی از Changelings است که به Gumm-Gumms کمک می کند. او همچنین صداپیشگی پدر کلر، خاویر نونیز، و دادبلانک در 3Below و Rise of the Titans را بر عهده دارد.
دیوید بردلی در نقش مرلین، جادوگری که طلسم شکارچی ترول را خلق کرد.
کالین اودونگو در نقش هیزیردوکس "دوکسی" کاسپران، یک نوجوان انگلیسی جذاب از آکادمی آرکادیا اوکس که گروهش، "Ash Dispersal Pattern" در نبرد باندها در قسمت ۳ شرکت کرده است. در Rise of the Titans وwizards او یک بازیگر اصلی است. شخصیت، و یک شاگرد سابق (اکنون او یک جادوگر استاد است) برای مرلین.
تاتیانا ماسلانی در نقش آجا، "دانشجوی ارز خارجی" از "کانتالوپیا" و خواهر بزرگتر کرل. جیم وظیفه دارد به آنها اطراف را نشان دهد زیرا او غیبت های زیادی داشته و برای اخراج نشدن مدیر او را مسیول این کار کرده است در اواخر قسمت ۳ آنها را به آرکادیا عادت میکنند. شخصیت (در کنار کرل) در Rise of the Titans بازمی گردد.
دیگو لونا در نقش کرل، برادر کوچکتر آجا. شخصیت (در کنار آجا) در Rise of the Titans بازمی گردد.
یارا شهیدی در نقش دارسی اسکات، جیم، توبی و همکلاسی کلیر.
در ابتدا، دل تورو این ایده را به عنوان یک سریال تلویزیونی زنده تصور کرد. با این حال به دلیل نگرانی های بودجه ای غیرعملی تلقی شد و در نتیجه او این ایده را به یک کتاب تبدیل کرد. انیمیشن DreamWorks این کتاب را به عنوان یک فیلم انیمیشن بلند به کارگردانی گیرمو دل تورو و رودریگو بلااس انتخاب کرد. در نهایت، نتفلیکس به جای آن پروژه را به عنوان یک سریال انیمیشنی رده بالا روشن کرد و مشتاق همکاری با دل تورو و گسترش برنامه‌های انیمیشن اصلی خود بود. رودریگو بلااس تهیه کننده اجرایی و ناظر این سریال شد.
دل تورو حساسیت‌های نمایش را پس از نمایش‌هایی که با آن‌ها بزرگ شد مانند جانی کوئست مدل‌سازی کرد و آنها را «واقعاً جدی و از نظر احساسی زیبا» معرفی کرد. برای این منظور، او به دنبال این بود که شخصیت اصلی جیم را "در آن قالب دهه ۷۰" و "واقعاً پسری خوب" بسازد و دل تورو خاطرنشان کرد که این یک مبارزه دائمی برای او بود تا بیان کند.در نهایت او با آنتون یلچین برخورد کرد که این ویژگی‌ها را تجسم بخشید، اگرچه طبق برآورد دل تورو هنوز چند جلسه طول کشید تا شخصیت را به طور کامل درک کند.
گیرمو دل تورو هنگام خلق روایت نمایش خاطرنشان کرد که او و نویسندگان خواهان یک «سفر تلخ» برای شخصیت اصلی بودند که با مسائلی برخورد می‌کرد که اکثر این «فانتزی‌های قدرت» نتوانستند به آن‌ها رسیدگی کنند و به Indiewire گفت: «... من می‌خواستم بگو، "ببین، تو می‌توانی در دبیرستان باشی و می‌توانی مشکلاتت را داشته باشی، آنگاه همه این قدرت‌ها را به دست می‌آوری و بعد با مجموعه‌ای متفاوت از مشکلات روبرو می‌شوی."
تیم نویسندگی در تمام پنجاه و دو قسمت خود کوچک و ثابت ماند و به مارک گوگنهایم، برادران هاگمن، آرون والتکه، چاد کوانت و ای سی بردلی اجازه داد تا هر سه فصل را قبل از پخش سریال بدون وقفه بسازند. این فرصت نادری را برای نویسندگان فراهم کرد تا تعداد غیرمعمولی از برنامه‌ریزی پیچیده و سریال‌سازی داستانی در سرتاسر سریال، از جمله جزئیات کاشته شده برای رازهایی که تا فصل‌های بعد فاش نمی‌شوند، حتی گاهی اشاره‌ای به خط داستانی قسمت‌های آینده Tales of داشته باشند. آرکادیا که تا سالها پس از آن اعلام نشد.
بازیگران
این نمایش به عنوان یکی از پروژه های پایانی یلچین عمل می کند زیرا او مدت کوتاهی پس از ضبط بیشتر دیالوگ های شخصیتش درگذشت. تهیه کننده دل تورو از جایگزینی صداهای ضبط شده خود امتناع کرد، [۲۰] که دل تورو اشاره کرد که چالشی برای مهندسان ضبط نمایش بود.[۱۸] دل تورو درباره تصمیم خود اظهار داشت که این بازیگر "به کاری که انجام داده افتخار می کند و ما به نحوه انجام آن افتخار می کنیم." دل تورو افزود که تجربه او به عنوان پدر و سن کم یلچین نیز از عواملی بود که منجر به این تصمیم شد.[۱۶] برخی از نقش ها به طور خاص برای بازیگرانی نوشته شده بود که در نهایت آنها را به تصویر کشیدند. در اولین طرح این سریال در یکی از دفترهای دل تورو، شخصیت بلینکی با نام کلسی گرامر در کنار آن کشیده شده بود، که وقتی سریال در نهایت چراغ سبز شد، نقش را پذیرفت.
قسمت ها
نمای کلی سری
قسمت های فصل در ابتدا منتشر شد
1
26 23 دسامبر 2016
2
13 15 دسامبر 2017
3
13 مه 25, 2018
فصل 1 (2016)
ویرایش کنید
خیر
شماره کلی در
عنوان فصل به کارگردانی Written by تاریخ انتشار اصلی
قسمت 1
1–2 1–2 «شدن» گیلرمو دل تورو و رودریگو بلااس داستان توسط : گیلرمو دل تورو، مارک گوگنهایم و رودریگو بلااس
پخش از راه دور توسط : گیلرمو دل تورو و مارک گوگنهایم 23 دسامبر 2016
در شهر آرکادیا اوکس در کالیفرنیا، ترول هانتر کانجیگار لحظاتی قبل از طلوع خورشید زیر یک پل با بولار مبارزه می کند. او توسط پسر گانمار زخمی می شود و با استفاده از این واقعیت که ترول ها در تماس با نور خورشید به سنگ تبدیل می شوند، خود را قربانی می کند تا بولار را از بازیابی پل باز دارد. در همین حال، جیم لیک جونیور و توبیاس «توبی» دامزاسکی با عجله با دوچرخه‌های خود به سمت مدرسه می‌روند و مسیر کانال را طی می‌کنند. در آنجا، جیم طلسم را در انبوه سنگ ها (جسد کانجیگار) پیدا می کند. او بدون گناه آن را می گیرد، بعد از این او وارد مدرسه میشود. در آنجا، او سعی می کند با یکی از دوستانش که همکلاسی او بود، کلیر نونیز، صحبت کند که در مورد تست های نمایش مدرسه رومئو و ژولیت صحبت می کند. او و توبی همچنین با استیو پالچوک، یک قلدر مدرسه، ملاقات کردند که به الی پپرجک قلدری و زور گویی می‌کرد، او ادعا می‌کرد که هیولاهایی را دیده است که سنگ های خورد شده آنها در مقابل کانال زیر پل قرار گرفته‌اند. جیم به همراه توبی و دانش‌آموزان اطراف تلاش می‌کند تا مداخله کند و استیو را مجبور به توقف از اینکه الی پپر جک را در کمد زندانی کند و دیگر به کسی ظلم نکند، زمانی که معلم ورزشگاه آنها، مربی لارنس، در نهایت نیز مداخله می‌کند. در راه خانه، این دو نفر با مادر جیم، پزشکی به نام باربارا آشنا می شوند. در خانه، جیم با طلسم که قبلا پیدا کرده بود بازی می کند. با این حال، او از صداهای زیرزمین نگران است. در آنجا، او به دو ترول برخورد می کند: شش چشم Blinkous "Blinky" Galadrigal و Humongous AAAARRRGGHH!!! (عربده) ، که سعی می کنند به او توضیح دهند که Amulet (طلسم) او را به عنوان (Troll Hunter )انتخاب کرده است، اما نه قبل از اینکه جیم از شوک و ترس بیهوش شود.
روز بعد، جیم به وضوح از وقایع دیروز گیج شده است. استاد تاریخش، آقای استریکلر، او را مورد توجه قرار می دهد و او توصیه هایی به او می کند. در خانه، او بیشتر در مورد Amulet تحقیق می کند. با خواندن افسون نوشته شده در خود طلسم، یک زره براق به طور جادویی ظاهر می شود و او را به همراه یک شمشیر بزرگ در بر می گیرد. در همین حال، آقای استریکلر به کانال ها می رود، انبوه سنگ ها را پیدا می کند و متوجه می شود که Amulet رفته است. چشمانش می درخشد وقتی به بولار اطلاع می دهد که طلسم شکارچی ترول بعدی را پیدا کرده است.
جیم در یکی از بازدیدهای دوره ای خود از دندانپزشک به توبی می گوید. در خانه، او افسون را می خواند و زره و شمشیر را برای توبی آشکار می کند. هرج و مرج به عنوان Blinky و (AAARRRGGHH)عربده، ایجاد می شود!!! خود را به توبی نشان دهند. با این حال، با شنیدن آمدن باربارا به خانه، این کوتاه می شود. این دو ترول وضعیت فعلی را توضیح می‌دهند - که جیم اکنون شکارچی ترول است و سلف او توسط بولار کشته شده است که اکنون به دنبال او است.
در مدرسه، جیم به طور غیر منتظره ای به زره خود تبدیل می شود. او و توبی توسط آقای استریکلر دستگیر می‌شوند، و آنها توضیح می‌دهند که این برای آزمایش‌های نمایش رومئو و ژولیت است. جیم در نهایت با زره پوش به تمرینات می رود و سخنانی را که بلینکی گفته بود می خواند و نقش رومئو را برای او به ارمغان می آورد. او توسط کلر، ژولیت نمایشنامه، به دلیل اجرایش در امتحانات پس از آن مورد ستایش قرار می گیرد.
در راه خانه، او و توبی در کمین بولار قرار می گیرند. آنها با بلینکی و AAARRRGGHH!!!عربده ملاقات می کنند که آنها را به شهر زیرزمینی ترول هارت استون ترول مارکت هدایت می کنند.
3 3 "چرا هستی، شکارچی ترول؟" رودریگو بلااس و یوهان مات مارک گوگنهایم 23 دسامبر 2016
در ترول مارکت، جیم و توبی توسط بلینکی و AAARRRGGHH اربده یک تور برگزار می کنند. ترول ها، از جمله درال، پسر ترول هانتر قبلی یعنی Gunmar، حضور انسان ها را به خوبی دریافت نمی کنند. سپس گروه به فورج قهرمانان، محل تمرین ترول هانترها می رود. در آنجا، آموزش جیم شروع می شود. با این حال، وندل، رهبر (Trollmarket){بازار غول ها}از آنها بازدید می کند، که پیشنهاد کرد که Trollhunter انسان باید از Soothscryer برای قضاوت در مورد شایستگی خود استفاده کند. با توجه به مورد منحصر به فرد جیم، Soothscryer قضاوتی را منتشر نمی کند. در بازگشت به خانه، جیم از ملاقات ناگهانی آقای استریکلر متعجب می شود.
در حین تمرین جیم با بلینکی، درال به جیم را به یک مبارزه دعوت می کند. بلینکی نپذیرفت، اما وندل اجازه می دهد. نبرد با برد درال به پایان می رسد. این از دست دادن تلفات سنگینی را بر جیم وارد می‌کند که حاضر نیست یک شکارچی ترول شود. در طول تمرین برای نمایش، کلر برای سلامتی جیم نگران است و سعی می کند توصیه هایی را ارائه دهد. استیو با جیم روبه‌رو می‌شود، که پس از یادآوری توصیه‌های بلینکی، جیم با یک مشت او را زمین میزند. او که امیدوار شده است، از ترول مارکت یا همون بازار غول ها می رود و درخواست مسابقه مجدد با درال را می دهد، و پیروز میشود. در بازار ترول قانون این بود که فقط یک تن زنده بماند و دیگری بمیرد اما جیم درال را بخشید و جان او را نگرفت و چون درال باید کشته میشد مورد تمسخر بازار غول ها قرار میگرفت و جایی در اونجا نداشت چون نه تنها شکست خورده بود بلکه از یک انسان شکست خوره بود. بعد از آن درال محافظ قسم خورده غول کش یعنی جیم لیک شد و در زیر زمین خانه آنها زندگی کرد.
4 4 "Gnome Your Enemy" داستان Elaine Bogan توسط : Dan Hageman و Kevin Hageman
پخش از راه دور توسط : A.C. Bradley، Chad Quandt و Aaron Waltke، 23 دسامبر 2016
جیم یک دوره تصادف در تاریخ ترول می گذراند و با مشکلات، اولین ماموریت خود و یک قلدر مواجه می شود.
5 5 "واکا چاکا!" داستان الین بوگان توسط: دن هاگمن و کوین هاگمن
پخش از راه دور توسط : چاد کوانت و آرون والتکه 23 دسامبر 2016
در طی یک سفر میدانی به یک موزه، جیم سعی می‌کند به کلر نزدیک‌تر شود. جیم متوجه می شود که متصدی موزه یک ترول تغییر شکل است.
6 6 "Win Lose or Draal" رودریگو بلاس و یوهان مات داستان توسط : دن هاگمن و کوین هاگمن
پخش از راه دور توسط : A.C. Bradley 23 دسامبر 2016
همان طور که گفته شد
جیم برای یک مسابقه مجدد با ریسک بالا در برابر درال آماده می شود که به نظر می رسد وارث واقعی طلسم باشد. پس از نجات جان او توسط جیم، شراکت غافلگیرکننده ای پدیدار می شود.
7 7 "برای گرفتن یک تغییر" داستان سایمون اتو نوشته: دن هاگمن و کوین هاگمن
پخش از راه دور توسط : مارک گوگنهایم 23 دسامبر 2016
جیم و توبی با کمک یک ابزار باستانی شکار ترول (یک نعل اسب آهنی به نام "گاگلتاک")، سعی می کنند نقاب ترول های تغییردهنده ای را که در میانشان زندگی می کنند، بپوشانند. کلر یک پیشنهاد وسوسه انگیز به جیم ارائه می کند.
8 8 «ماجراجویی در ترول‌سایتینگ» رودریگو بلاس و یوهان مات داستان توسط  : دن هاگمن و کوین هاگمن
پخش از راه دور توسط : A.C. Bradley، Chad Quandt و Aaron Waltke، 23 دسامبر 2016
درال به حفاری های جدید خود در زیرزمین جیم عادت می کند. جیم تلاش می کند تا دریابد که آیا برادر کوچک کلر، انریکه، تغییر دهنده است یا خیر.
9 9 "Bittersweet Sixteen" Elaine Bogan A.C. Bradley، Chad Quandt و Aaron Waltke 23 دسامبر 2016
شانزدهمین سالگرد تولد جیم پر از غافلگیری است، از جمله ورود گونه جدیدی از ترول پرنده به نام stalkling که از تأثیرات نور خورشید مصون است و توسط انگورات ساخته شده است.
10 10 "اطلس جوان" اندرو ال. اشمیت چاد کوانت و آرون والتکه 23 دسامبر 2016
درال یک توتم به جیم می دهد تا به کاهش اضطراب او در مورد کلیر کمک کند. اعتماد به نفس بیش از حد جیم در نتیجه او را به یک درک شگفت انگیز سوق می دهد: استریکلر تغییر دهنده است.
11 11 "دستور برای فاجعه" داستان الین بوگان توسط : دن هاگمن و کوین هاگمن
پخش از راه دور توسط : A.C. Bradley 23 دسامبر 2016
شک کلر افزایش می یابد. مادر جیم استریکلر را برای یک شام پر تنش دعوت می کند. در دفتر استریکلر، توبی متوجه می شود که تغییر دهنده یک پورتال مینیاتوری به Darklands پنهان کرده است.
12 12 "کلر و خطر فعلی" اندرو ال. اشمیت A.C. بردلی، چاد کوانت و آرون والتکه 23 دسامبر 2016
با وجود اینکه پل Killahead کامل شده است، درهای Darklands هنوز باز نمی شود. وقتی کلیر هدف قرار می گیرد، جیم مجبور می شود حقیقت را به او بگوید. او تا زمانی که توسط اجنه مورد حمله قرار نگیرند، او را باور نمی کند. گنوم چامپسکی داوطلب می شود تا به سرزمین تاریکی سفر کند، اما به سرعت گم می شود.
13 13 "نبرد دو پل" رودریگو بلاس و یوهان مت دن هاگمن و کوین هاگمن 23 دسامبر 2016
زمانی که استریکلر و بولار تلاش می‌کنند جیم را وادار کنند قفل پورتال را باز کند و گانمار و ارتشش را از سرزمین‌های تاریک آزاد کنند، دو نبرد رخ می‌دهد. در نهایت، بولار روی پل کانال کشته می‌شود و بازوی راست درال زمانی که او طلسم نور روز را از پل کیلاهد برمی‌دارد، به سنگ تبدیل می‌شود و یک پروتز مکانیکی جایگزین آن می‌شود.
14 14 "بازگشت شکارچی ترول" داستان الین بوگان توسط : دن هاگمن و کوین هاگمن
پخش از راه دور توسط : A.C. Bradley، Chad Quandt و Aaron Waltke، 23 دسامبر 2016
کلر برای اولین بار از هارتستون ترول مارکت (بازار ترول) بازدید می کند، جیم احضار شبح مانندی دریافت می کند و استریکلر یک قاتل باستانی به نام (انگورات) را بیدار می کند.
15 15 "Mudslinging" Rodrigo Blaas داستان توسط  : Dan Hageman و Kevin Hageman
پخش از راه دور توسط : مارک گوگنهایم 23 دسامبر 2016
جیم به دنبال راهی برای از بین بردن گانمار(Gunmar) است تا کلر بتواند برادرش را به خانه بیاورد. یک استریکلر تشنه قدرت با قاتل انگورات به آرکادیا بازمی گردد و جای مدیر مدرسه فقید جیم را می گیرد.
16 16 "هزینه های رومینگ ممکن است اعمال شود" اندرو ال. اشمیت داستان توسط : دن هاگمن و کوین هاگمن
پخش از راه دور توسط : A.C. Bradley، Chad Quandt و Aaron Waltke، 23 دسامبر 2016
قهرمانان در جستجوی اولین سنگ ترومبریک (سنگ تولد)، یکی از سه سنگ مرتبط با نیروی حیات گانمار(Gunmar)، به یک جست و جوی خطرناک به سمت گاتو، یک ترول کوهستانی عظیم می روند. Angor Rot طلسمی ایجاد می کند که سرنوشت باربارا و استریکلر را به هم پیوند می دهد.
17 17 "Blinky's Day Out" داستان Elaine Bogan توسط : Dan Hageman و Kevin Hageman
پخش از راه دور توسط : A.C. Bradley، Chad Quandt و Aaron Waltke، 23 دسامبر 2016
به دلیل قرار گرفتن در معرض یک اکسیر عجیب، بلینکی به یک انسان تبدیل می شود و اوج و فرودهای شکل جدید خود را تجربه می کند. انگورات سرنوشتی را به جیم نشان می دهد که به مراتب بدتر از مرگ است.
18 18 "The Shattered King" رودریگو بلااس و یوهان مات داستان توسط  : دن هاگمن و کوین هاگمن
پخش از راه دور توسط : A.C. Bradley 23 دسامبر 2016
زره جیم به لطف Vendal و Birthstone ارتقا یافته است. کلیر می‌خواهد جیم شریک رقص او باشد، زیرا قهرمانان به دنبال دومین سنگ پیروزی هستند. آنها در باتلاق‌های ناآشنا به سر می‌برند و توسط انگورات می‌افتند، جایی که توبی وانمود می‌کند که یک پادشاه ترول است. در پایان، Angor Rot به اصطلاح Killstone، نماد نخستین کشتن Gunmar را دریافت می‌کند، اما Claire، Shadow Staff جادویی Angor را به دست می‌آورد.
19 19 "Airheads" Andrew L. Schmidt داستان توسط : Dan Hageman و Kevin Hageman
پخش از راه دور توسط : چاد کوانت و آرون والتکه 23 دسامبر 2016
توبی و کلیر دائماً در حال دعوا هستند زیرا کلیر عصای سایه را به دست آورده است و توبی احساس می کند که ضعیف شده است. توبی و کلیر با یک کار شکارچی ترول مقابله می کنند تا جیم بتواند در چالش Spring King برنده شود. در این روند، توبی نفرین می شود، اما وندال در نهایت آن را در واتر همر جدید توبی (چکش جنگی) قرار می دهد.
20 20 "ذهن من کجاست؟" داستان الین بوگان توسط: دن هاگمن و کوین هاگمن
پخش از راه دور توسط : A.C. Bradley 23 دسامبر 2016
هنگامی که انبوهی از پیکسی ها در Arcadia Oaks High فرود می‌آیند، دانش‌آموزان به سمت دم می‌روند. AARRRRGHH!!! (عربده) متوجه می شود که سم انگورات به او تزریق شده است، که به تدریج او را تبدیل به سنگ می کند، اما او تصمیم می گیرد به دوستانش چیزی نگوید. انگورات پیشنهاد شگفت انگیزی برای جیم دارد.
21 21 "Party Monster" Rodrigo Blaas داستان توسط  : Dan Hageman و Kevin Hageman
پخش از راه دور توسط : چاد کوانت و آرون والتکه 23 دسامبر 2016
NonEnrique یک مهمانی برای ترول های آرکادیا در خانه کلر برگزار می کند، و کلر را در یک سردرگمی قرار می دهد زیرا او قبلاً دو دوست صمیمی خود را به خانه خود دعوت کرده است. جیم و توبی می خواهند حلقه استریکلر، کوپولای دوزخ را بگیرند.
22 22 «وقتش فرا رسیده» داستان اندرو ال. اشمیت نوشته : دن هاگمن و کوین هاگمن
پخش از راه دور توسط : چاد کوانت، آرون والتکه و مارک گوگنهایم، 23 دسامبر 2016
در یک فلش بک در ابتدای اپیزود، ما می آموزیم که چگونه انگوراوت از "لیدی پال" مرموز دیدن کرد و روح او را که در حلقه او - کوپولای دوزخ - قرار دارد، با قدرت هایش معاوضه کرد.
جیم از یک Kairosect نادر (برگرفته از Gatto) استفاده می کند تا کلر را از تصادف با کامیون نجات دهد. نجات Blinky، که در حال تبدیل شدن به یک ترول در مقابل باربارا. ربودن حلقه استریکلر؛ و دومین سنگ Triumbric را از Angor Rot پس بگیرید. وقتی محدودیت زمانی کایروسکت تمام می شود، جیم با انگورات بیدار شده مواجه می شود که به طور تصادفی حلقه را از بین می برد و روح او را متلاشی می کند. او سعی می کند جیم را بکشد که فرار می کند و سپس استریکر را تعقیب می کند.
23 23 "Wingmen" Elaine Bogan داستان توسط : Dan Hageman و Kevin Hageman
پخش از راه دور توسط : A.C. Bradley 23 دسامبر 2016
یک ملکه ترول، حاکم سابق AAARRRRRGGHH!!! (عربده)، به بازار ترول می رسد و راز ویرانگر AAARRRRRGGHH!!! (عربده) فاش می شود. بدون اینکه به او فرصت داده شد به غارهای خانه خود بازگردد و شفا پیدا کند، او ترجیح می دهد در کنار دوستانش بماند. استریکلر که توسط همراهان تغییر دهنده خود رها شده است از جیم محافظت می کند.
24 24 "Angor Management" Rodrigo Blaas داستان توسط : Dan Hageman و Kevin Hageman
پخش از راه دور توسط : چاد کوانت و آرون والتکه 23 دسامبر 2016
جیم با اکراه به استریکلر می پیوندد تا باربارا را زنده نگه دارد و آنها کمینی را در خانه جیم آماده می کنند. باربارا به طور غیرمنتظره ای برمی گردد و از حقیقت زندگی دوگانه مخفی جیم و استریکلند مطلع می شود. Anger Rot که از آنها جاسوسی کرده است، تله های انفجاری را دور می زند و به آنها حمله می کند و آنها را مجبور می کند تا به ترول مارکت عقب نشینی کنند. بلینکی، کلر، توبی و AAARRRRRGGHH!!! (عربده) شروع به جستجو برای Eyestone، چشم گمشده Gunmar (گانمار), و آخرین سنگ Triumbric. گنوم چامپکسی با خبرهای مهم در مورد انریکه و یک پیام شوم از گونمار به جیم باز می گردد.
25 25 "یک شب به یاد ماندنی" اندرو ال. اشمیت داستان توسط  : A.C. Bradley، Dan Hageman و Kevin Hageman
پخش از راه دور توسط : مارک گوگنهایم 23 دسامبر 2016
برای نجات جان باربارا، جیم برای شکستن طلسمی که او را به استریکلر پیوند می دهد، مسابقه می دهد. انگور روت به کلر و توبی در اسپرینگ فلینگ حمله می کند، زمانی که آنها به دنبال طلسم برای شکستن طلسم در دفتر استریکلند می گردند. باربارا وجود ترول ها را به دلیل شکسته شدن طلسم فراموش می کند، اما انگورات به Horngeazle دست می یابد - کلید ترول مارکت.
26 26 "Something Rotten This Way Comes" داستان Elaine Bogan توسط  : Dan Hageman و Kevin Hageman
پخش از راه دور توسط : A.C. Bradley 23 دسامبر 2016
جیم، دوستانش و ترول ها برای حمله انگور روت آماده می شوند و از چشم دزدیده شده انگور برای تقویت زره جیم استفاده می کنند. AARRRRGHH!!! خنجر Rot's Sun Poison را برای توبی می گیرد و او را کاملاً به سنگ تبدیل می کند، قبل از اینکه جیم، توبی و کلیر آنگور را بکشند و روح های Trollhunter هایی را که اسیر کرده بود آزاد کنند. جیم Eyestone را در طلسم خود می گنجاند تا زره خود را به زره قرمز قرمز رنگ Eclipse ارتقا دهد و قبل از ورود به سرزمین های تاریک برای مقابله با Gunmar(گانمار).
فصل 2 (2017)
شماره کلی در
عنوان فصل به کارگردانی Written by تاریخ انتشار اصلی
قسمت 2
27 1 "Escape from the Darklands" داستان رودریگو بلااس توسط  : دن هاگمن و کوین هاگمن
پخش از راه دور توسط : A.C. Bradley، Dan Hageman، Kevin Hageman، Chad Quandt و Aaron Waltke، 15 دسامبر 2017
در حالی که جیم هنوز در سرزمین های تاریک به دام افتاده و در جستجوی انریکه است، دوستانش برای بازگرداندن او گرد هم می آیند. اما دادگاه ترول عقاید دیگری دارد. در سرزمین های تاریک، جیم توسط یک شخصیت مرموز و کلاهدار تعقیب می شود که خود را دیکتیوس، برادر بلینکی، که تصور می شود مرده است و اکنون برای گانمار کار می کند، نشان می دهد.
28 2 "Skullcrusher" Andrew L. Schmidt داستان توسط : Dan Hageman و Kevin Hageman
پخش از راه دور توسط : چاد کوانت و آرون والتکه 15 دسامبر 2017
کلیر NotEnrique را برای یک ماموریت مخفی برای بازگرداندن قطعات پل Kilahead (کیلاهد) استخدام می کند، در حالی که استیو قلدر مدرسه مشکل ایجاد می کند. در سرزمین‌های تاریک، جیم با گانمار «جمجمه‌شکن» ملاقات می‌کند.
29 3 "دزدی بزرگ اتو" اندرو ال. اشمیت داستان توسط  : A.C. Bradley، Dan Hageman و Kevin Hageman
پخش از راه دور توسط : A.C. Bradley 15 دسامبر 2017
نومورا که اکنون زندانی گانمار است به کمک جیم در سرزمین تاریک می آید. در آرکادیا، جسم فلزی جدید توبی که دندانپزشک همیشگی برای دندون هایش زده بود حواسش را پرت می‌کند، سیگنال‌هایی را از Order Janus (م دریافت می‌کند.
30 4 "KanjigAAARRRGHH!!!" (کانجیگار در بدن ارگ یا همان عربده) داستان یوهان مات توسط: دن هاگمن و کوین هاگمن
پخش از راه دور توسط : چاد کوانت و آرون والتکه 15 دسامبر 2017
در حالی که گانمار آماده است تا جیم را در سرزمین تاریک نابود کند، بلینکی و گروه در تلاش برای احیای AAARRRRGGHH!!! (عربده) با Order Janus قرارداد می بندند و کارکنان Heartstone Vendal را می دزدند. وقتی AAARRRGGHH!!! (ارگ)زنده می شود، کانجیگر بدنش را برای باز کردن پل کیلاهد در اختیار می گیرد.
31 5 «بازگشت به خانه» داستان رودریگو بلااس توسط  : مارک گوگنهایم، دن هاگمن و کوین هاگمن
پخش از راه دور توسط : A.C. Bradley 15 دسامبر 2017
Blinky Blinds Dictious در حالی که جیم و نومورا مجبور به مبارزه می شوند در حالی که گانمار نگاه می کند. درال پست خود را ترک می‌کند و از پل محافظت می‌کند، جان جیم، نومورا و تیم نجات را از حمله به Gumm-Gumms نجات می‌دهد، اما اجازه می‌دهد Gunmar، Dictatious، تعداد انگشت شماری Gumm-Gumms و تعدادی گابلین خون فرار کنند.
32 6 «هیس هیس، بنگ بنگ» داستان الین بوگان توسط: دن هیگمن، کوین هاگمن و لیلا اسکات
پخش از راه دور توسط : لیلا اسکات 15 دسامبر 2017
اکنون از Darklands خارج شده و در حال تطبیق مجدد با زندگی در Arcadia، جیم و تیم باید با عواقب اقدامات خطرناک خود روبرو شوند. سه گابلین خون فراری به گنوم چامپسکی حمله می کنند.
33 7 "قهرمان با هزار چهره" رودریگو بلااس داستان توسط : دن هاگمن، کوین هاگمن، چاد کوانت و آرون والتکه
پخش از راه دور توسط : چاد کوانت و آرون والتکه 15 دسامبر 2017
مشکلات متعددی گریبانگیر جیم می شود، زمانی که آنها به دنبال سه سنگ جادویی بودند وندل سنگ های زیادی که شکارچیان قبلی استفاده کرده بودند را به او پیشنهاد میدهد و قدرت طلسم از او بارها و بارها تکرار می کند و میسازد در حالی که کلیر از او دعوت می کند تا با خانواده اش در یک باربیکیو خانوادگی ملاقات کند.
34 8 "فقط آب اضافه کن" اندرو ال. اشمیت داستان توسط  : دن هاگمن و کوین هاگمن
پخش از راه دور توسط : A.C. Bradley 15 دسامبر 2017
هنگامی که یک گروزوم بداخلاق در آرکادیا ظاهر می‌شود، جیم و گروهش برای یافتن آن تلاش می‌کنند - در حالی که برای یک تکلیف مدرسه باید از کیسه ارت برای تجربه نگهداری بچه محافظت می‌کنند.
35 9 "Creepslayerz" Elaine Bogan داستان توسط : Dan Hageman و Kevin Hageman
پخش از راه دور توسط : چاد کوانت و آرون والتکه 15 دسامبر 2017
در طول این اپیزود فلاش بک فاش کننده، جیم و دوستانش در جستجوی گروزوم بداخلاق می گردند تا استیو یک پارانوئید متحد بعید را در الی پپرجک پیدا کند.
36 10 "باشگاه بی پروا" داستان رودریگو بلااس توسط  : دن هاگمن و کوین هاگمن
پخش از راه دور توسط : A.C. Bradley و Lila Scott ۱۵ دسامبر ۲۰۱۷
سنور اوهل جیم و دوستانش را به بازداشت محکوم می کند (که در آن آنها The Breakfast Club را تقلید می کنند) در حالی که ملکه اوسورنا شواهدی از یک توطئه جمع آوری می کند. درال با گانمار Gunmar روبرو می شود.
37 11 «ناشایست» اندرو ال. اشمیت داستان نوشته : دن هاگمن و کوین هاگمن
پخش از راه دور توسط : چاد کوانت و آرون والتکه 15 دسامبر 2017
پس از دستگیری توسط ملکه اوسورنا، جیم با Unkar the Unfortunate، یک شکارچی ترول سابق آشنا می شود و ناخواسته به او این فرصت داده می شود که ببیند زندگی او بدون طلسم چگونه خواهد بود، پس از آن با مرلین جادوگر آشنا می شود.
38 12 "خطا و خطا" داستان الین بوگان توسط  : دن هاگمن و کوین هاگمن
پخش از راه دور توسط : مارک گوگنهایم 15 دسامبر 2017
جیم به دلیل آزاد کردن گانمار .Gunmar. محاکمه می شود در حالی که دوستانش برای کشف جاسوس گانمار در ترول مارکت (بازار غول ها) رقابت می کنند. زمانی که جیم مجرم شناخته شد، به «دیپ» فرستاده می‌شود، قلمروی تاریک و بدون بازگشت. وندل و اوسرنا از اکتشافات کلیر و بلینکی صحبت می کنند.
39 13 "در تالار پادشاه گام-گام" رودریگو بلااس دن هاگمن و کوین هاگمن 15 دسامبر 2017
مرگ وندال یک هشدار از آن سوی قبر است زیرا گانمار، با کمک اوسورنا خائن، کنترل هارت استون و ترول مارکت را در دست می گیرد. کلیر زمانی که یک پورتال سایه عظیم برای تخلیه ترول مارکت ایجاد می کند تقریباً می میرد و استیو و الی به ترول ها کمک می کنند تا به امنیت برسند. بعد از ایجاد پورتال کلیر تسخیر شده بقایای انگورات را در پایان اپیزود برای بانوی رنگ پریده به ارمغان می آورد.
فصل 3 (2018)
خیر
شماره کلی در
عنوان فصل به کارگردانی Written by تاریخ انتشار اصلی
قسمت 3
40 1 "Night Patroll" Andrew L. Schmidt Dan Hageman & Kevin Hageman 25 مه 2018
با پنهان شدن ترول ها در آرکادیا، AAARRRGGHH!!! (ارکیده با همان ارگ) مخفیانه می رود تا ببیند (گانمار) Gunmar چه می کند. دوکسی به عنوان یک رقیب عاشقانه با کلیر، طرف حسادت و خشم جیم را شعله ور میکند در حالی که استریکلر جیم را آموزش می دهد، خشم جیم آشکار میشود، که نزدیک بود جیم استریکلر را بکشد. صدایی باستانی از گرامافون قدیمی جنوس Order با دیکتیوس صحبت می کند.
41 2 "تحت تعقیب ترین آرکادیا" داستان الین بوگان توسط : دن هاگمن و کوین هاگمن
پخش از راه دور توسط : چاد کوانت و آرون والتکه ۲۵ مه ۲۰۱۸
وقتی یک ترول ناپدید می شود و شهر با جنایت برخورد می کند، توبی در تیررس گیر می افتد. صدای باستانی بانوی رنگ پریده حاضر به خاموش شدن نیست.
توجه: آخرین قسمت کامل آنتون یلچین به عنوان صدای جیم لیک جونیور.
42 3 "Bad Coffee" Johane Matte داستان توسط : Dan Hageman و Kevin Hageman
پخش از راه دور توسط : A.C. Bradley 25 مه 2018
چیزی عجیب در مدرسه در حال وقوع است، جایی که معلمان بیش از حد معمول آشفته هستند. بیماری کلیر عوارض جانبی نگران کننده ای را نشان می دهد.
توجه: نخستین قسمت امیل هیرش به عنوان صدای جیم لیک جونیور..
43 4 "پس من با یک جادوگر قرار می گذارم" داستان اندروال. اشمیت توسط : دن هاگمن و کوین هاگمن
پخش از راه دور توسط : لیلا اسکات 25 مه 2018
توبی و دارسی از جیم و کلیر در یک قرار دو نفره می خواهند. گانمار(Gunmar) از سفرهای خود برمی گردد و اکنون مجهز به دانشی است که شب ابدی را به وجود می آورد. متأسفانه، کلیر توسط بانوی رنگ پریده مورگانا لی فی تسخیر می شود.
44 5 "جادو گری کلیر نونیز" داستان رودریگو بلااس توسط : دن هاگمن و کوین هاگمن
پخش از راه دور توسط : چاد کوانت و آرون والتکه ۲۵ مه ۲۰۱۸
در حالی که گانمار در جستجوی عصای آوالون است، جیم و توبی به قلمرو سایه می روند تا روح کلیر را نجات دهند و آن را به بدنش برگردانند، قبل از اینکه خیلی دیر شود و ملکه الدریچ او را برای همیشه تسخیر کند.
45 6 «راهنمای خانواده» داستان الین بوگان توسط : دن هاگمن و کوین هاگمن
پخش از راه دور توسط : A.C. Bradley 25 مه 2018
هنگامی که وسواس هنری باربارا منجر به یادآوری بازار غول ها می شود، از جیم می خواهد که حقیقت را به او و خانواده توبی و نانا و کلیر بگوید. دیکتیوز نقشه های گانمار برای احیای انگورات را فاش می کند. پس از حمله گابلین ها، کلیر به قلمرو سایه می افتد و متوجه می شود که انگورات بازگشته است، همراه با راه به سمت مقبره مرلین: شکستن طلسم جیم.
46 7 "سوگند" اندرو ال. اشمیت داستان توسط  : دن هاگمن و کوین هاگمن
پخش از راه دور توسط : چاد کوانت و آرون والتکه ۲۵ مه ۲۰۱۸
تیم سایه پرش می کند به جایی که یک AAARRRGGHH ترول می کند!!! قبل از پیدا کردن یک گیر باستانی به دام افتاده است. جیم طلسم خود را می شکند تا چرخش را به حرکت درآورد و درال از کنترل گانمار رها می شود زیرا هیچ جادویی نمی تواند در مقبره مرلین کار کند. (گانمار) Gunmar  عصای اولون مرلین را می دزد و باعث می شود مقبره شروع به شکستن کند و انگورات را که درال را می کشد، رها کند.
47 8 "برای شکوه مرلین" داستان الین بوگان توسط : دن هاگمن و کوین هاگمن
پخش از راه دور توسط : مارک گوگنهایم 25 مه 2018
مرلینی که مدت‌ها خوابیده است با یک حقه ( توجه : مرلین جادو یش را از دست داده و از یک حقه برای نمایش گذشته استفاده میکند و جادویی در کار نیست.) به جیم و دوستانش نشان می‌دهد که واقعاً در نبرد کیلاهد چه اتفاقی افتاده است، گانمار با استفاده از عصای اولون جایی که مورگانا در آن زندانی است را می‌یابد و انگورات نقشه انتقام خود را می‌کشد.
48 9 "در دستان خوب" داستان یوهان مات توسط : دن هاگمن و کوین هاگمن
پخش از راه دور توسط : لیلا اسکات 25 مه 2018
گانمار سعی می‌کند از کارکنان آوالون برای آزاد کردن مورگانا استفاده کند، اما متوجه می‌شود که کارکنان به یک انسان برای گفتن این افسون نیاز دارند. در همین حال، مرلین از جیم، کلیر و توبی می خواهد که سه آیتم مرموز را جمع کنند در حالی که بلینکی و 
AAARRRGGHH (عربده) در پی مأموریت دیگری هستند بعد از جمع آوری مواد مورد نیاز جیم کلیر و توبی به پارکینگ میروند که آنجا جیم میبیند که بلینکی و مرلین موتور وسپای اونو به زره برای کلیر و توبی تبدیل کرده بعد از کمی بحث کردن مرلین گفت که او اینجا نیست تا گانمار(Gunmar) را متوقف کند، بلکه برای کشتن مورگانا آمده است و در صورت هر یک از شکارچیان ترول شوک ایجاد می کند.
توجه: این قسمت با قسمت 3 زیر: Tales of Arcadia قسمت "Lightning in a Bottle" مرتبط است. 49 10 "خانه ای تقسیم شده" اندرو ال. اشمیت داستان توسط : دن هاگمن و کوین هاگمن پخش از راه دور توسط : A.C. Bradley 25 مه 2018 مرلین نقشه ای برای رفتن به جنگ دارد، اما این انتخاب جیم است. بلینکی و AAARRRGGHH!!! (ارگ) به دنبال متحدان هستند پس از اینکه گاتو از پیوستن به آنها امتناع کرد، آنها توسط کواگوامپس و کروبرا اوسورنا دستگیر می شوند. گانمار از باربارا برای به دست آوردن آنچه از استریکلر می خواهد استفاده می کند و مورگانا را آزاد می کند. جیم خود را در معجون مرلین غوطه ور می کند که از موادی که او، توبی، کلیر و آجا و کرل برای تبدیل شدن به یک نیمه ترول جمع کرده بودند، ساخته شده است.
50 11 "Jimhunters" Johane Matte داستان توسط : Dan Hageman و Kevin Hageman
پخش از راه دور توسط : چاد کوانت و آرون والتکه ۲۵ مه ۲۰۱۸
جیم بسیار تغییر یافته آموزش ترول هانتر خود را تمدید می کند اما برای پذیرش واقعیت جدید خود تلاش می کند. بلینکی و اربده یا همان ارگ و Quagwumps و Krubera را متقاعد کنید که به آنها بپیوندند و ملکه Usurna (اسرنا)را بکشند. گانمار و مورگانا قبل از اینکه مورگانا نیمی از ارتش را برای طلسم خود نابود کند، نیروها را برای نبرد نهایی جمع می کنند. او شب ابدی را آغاز می کند.
51–52 12–13 «شوالیه ابدی» گیلرمو دل تورو و رودریگو بلااس داستان توسط : دن هاگمن و کوین هاگمن
پخش از راه دور توسط : A.C. Bradley & Marc Guggenheim (Part 1) Chad Quandt، Aaron Waltke & Lila Scott (Part 2) 25 مه 2018
نبرد باندها در آرکادیا است، اما زمانی که گانمار ارتش Gumm-Gumm خود را برای حمله به آرکادیا آماده می کند، تیم در خانه جیم نقشه ای را برای پایان دادن به تهدید مورگانا با مرلین و AAARRRGGHH تشکیل می دهد. حرکت به سمت ترول مارکت برای متوقف کردن مورگانا در حالی که بقیه اعضای تیم به شهر در مورد خطر آینده هشدار می دهند و جیم در خانه اش منتظر شب می ماند. وقتی شب ابدی بالاخره شروع شد، آرکادیا را در سایه، مرلین و AAARRRGGHH را می پوشاند!!! برای مبارزه با مورگانا به ترول مارکت می‌رسند، اما مرلین متوجه می‌شود که قدرت‌هایش از عصایش تخلیه شده است. در آرکادیا، جیم از راه می رسد و تیم با ارتش تقویت شده ترول ها شروع به مبارزه با Gumm-Gumms(گام گام) می کنند. در طول نبرد، گانمار و انگورات از راه می رسند و جیم که به تازگی تغییر شکل داده است، خشم خود را به یک مرحله نهایی نمایش می دهد.
با توجه به اینکه کسوف همچنان در حال افزایش است، با مرلین تقریبا شکست خورده در تلاش برای متوقف کردن مورگانا قدرتمند و جیم در حال نبرد با گانمار و انگورات، تیم همچنان با Gumm-Gumms در آرکادیا مبارزه می کند. جیم زندگی و وظیفه قبلی انگورات را برای او تعریف میکند. جیم تقریباً شکست خورده و در شرف کنترل شدن توسط Decimaar Blade گانمار است، اما جیم از طلسم خود استفاده می کند تا قدرت خود را افزایش دهد تا گانمار را مهار کند، سپس در نهایت او را با ضربه آخر سرنگون می کند و او و تمام Gumm-Gumms ها را در آرکادیا نابود می کند. با ادامه افزایش ماه گرفتگی، مورگانا وارد می شود تا با شکارچیان ترول که با او همتا نیستند مبارزه کند. انگورات در نبرد برمی‌گردد تا به جیم کمک کند تا مورگانا را از بین ببرد، اما مورگانا نمی‌تواند توسط جیمز اکلیپس بلید کشته شود، قبل از اینکه مورگان تیم را نابود کند. جیم برای نجات آنها خود را قربانی می کند. کلیر از Staff Shadow (عصای سایه)خود استفاده می کند تا مورگانا را به یک پورتال سایه هدایت کند، اما مورگانا انگور در حال مرگ را نابود می کند و کلیر خود و مورگانا را به داخل پورتال می اندازد. کلیر سعی می‌کند از پورتال و مورگانا فرار کند، برای همین عصای سایه‌اش را برای توبی پرتاب می‌کند تا از چکش جنگی خود برای نابود کردن آن استفاده کند، پس از نابودی عصا توسط چکش توبی موجی که توسط نابودی عصا ایجاد می‌شود کلیر را آزاد کرده و مورگانا را زندانی می‌کند. جیم مجروح بیدار می شود و مرلین از Staff of Avalon برای پایان دادن به شب ابدی استفاده می کند. هارتستون (قلب سنگی) در ترول مارکت اکنون نابود شده است، بنابراین جیم،کلیر، مرلین و ترول ها شروع به سفر به نیوجرسی می کنند، جایی که هارتستون (قلب سنگی) دیگری در آن قرار دارد. در غروب خورشید، جیم، کلیر، مرلین و ترول ها سفر طولانی خود را به دور از توبی ، AAARRRGGHH!!!، گنوم چامپسکی، استریکلر و مادر جیم آغاز کردند. نکته: در پایان اپیزود، صحبت های جیم از قسمت دوم («شدن: قسمت 2») گفته شد و اعلام شد این سریال به مرحوم آنتون یلچین (صدابردار اصلی شخصیت) تقدیم شده است.
Troll Hunter: Rise of the Titans
مقاله اصلی: Troll Hunter: Rise of the Titans
Trollhunters: Rise of the Titans یک فیلم بلند است که یک سال پس از وقایع جادوگران: قصه‌های آرکادیا که در ۲۱ ژوئیه ۲۰۲۱ اکران شد اتفاق می‌افتد.
نگهبانان آرکادیا دوباره متحد می شوند و حمله خود را علیه نظم شیطانی آرکان برنامه ریزی می کنند. پس از شکست در تلاش برای از بین بردن مهرهای پیدایش، نظم محرمانه تایتان های اولیه را دوباره بیدار کرده است و آنها به دنبال ترکیب با سنگ قلب در مرکز جهان هستند (که آرکادیا اوکس است). از آنجایی که قهرمانان موفق می شوند یک تایتان را به قیمت تایتان دیگری که در کنار قهرمانان است شکست دهند، همه آنها به آرکادیا اوکس می آیند و رهبر آنها، جیم لیک جونیور، در نهایت Excalibur را از سنگ بیرون می کشد، و زره جدیدی به تن می کند. ، او موفق می شود عضو نهایی Arcane Order، Bellroc را بکشد، و جهان را نجات دهد، اما به قیمت بهترین هایش       یعنی توبی دامزاسکی، استریکلر، نامورا، ناری،. سپس جیم با سنگ زمان در زمان به عقب سفر می کند تا صبح که طلسم را پیدا کرد و به توبی اجازه می دهد تا نشان شکارچی ترول را به دست بگیرد.
دو قسمت ازمایشی این مجموعه در 8 اکتبر 2016 در کامیک کان نیویورک به نمایش درآمد.[۱][۲] فصل اول شامل 26 قسمت نیم ساعته بود که در 23 دسامبر 2016 در سراسر جهان در نتفلیکس منتشر شد.[۳] فصل دوم، متشکل از ۱۳ قسمت، در 15 دسامبر 2017 منتشر شد.[۲۱][۲۲] فصل سوم و آخر، متشکل از 13 قسمت، در 25 می 2018 منتشر شد.[۴][۵]
فصل یک Trollhunters در 7 نوامبر 2017 بر روی DVD منتشر شد.[۲۳][۲۴]
Trollhunters
تحسین منتقدان و نقدهای مثبت منتقدان را دریافت کرده است. وب‌سایت جمع‌آوری نقد Rotten Tomatoes بر اساس ۱۶ بررسی برای فصل ۱، 94 درصد امتیاز تأیید را گزارش کرده است. اجماع این وب‌سایت می‌گوید: «شکارچیان ترول موفق می‌شود. شور و شوق دل تورو برای گفتن داستان‌های هیولا را به شیوه‌ای جوان‌آمیز و رنگارنگ‌تر جذب کند که احتمالاً نسل جدیدی از طرفداران را برای او به ارمغان می‌آورد».[۲۵] 69 از 100 بر اساس 9 منتقد، نشان دهنده "بررسی های عموما مطلوب".[۲۶]
در سال 2017، شش جایزه امی در روز دریافت کرد، بیش از هر برنامه تلویزیونی دیگر، انیمیشن یا اکشن زنده، در آن سال.[۲۶]
فصل دوم Trollhunters نامزد شش جایزه Annie شد که بیشترین نامزدی را در بین برنامه های تلویزیونی در سال 2018 داشت.[۲۸] همچنین نامزد چهار جایزه امی در روز، از جمله بهترین سریال انیمیشن کودکان و برنده جایزه امی برای نویسندگی برجسته در یک برنامه انیمیشن شد.
در 30 ژانویه 2017، کوین و دن هاگمن، نویسندگان Trollhunters اظهار داشتند که این سریال موفق‌ترین نمایش اصلی نتفلیکس تا به امروز است که مخاطبان جوان‌تری را هدف قرار داده است.[۲۹]
تمجیدها
نتیجه نامزدهای رده جایزه سال
جوایز Annie 2019 بهترین انیمیشن تلویزیونی/پخش تلویزیونی برای کودکان [۴۱] نامزد "Troll Hunter: Tales of Arcadia"
2019 Annie Awards جلوه های انیمیشن در یک انیمیشن انیمیشن "شکارچیان ترول: قصه های آرکادیا" برنده شد
جایزه روز امی 2019 بهترین نویسندگی برای یک برنامه انیمیشن[۴۲] مارک گوگنهایم، دن هاگمن، کوین هاگمن، ای سی بردلی، چاد کوانت، لیلا اسکات و آرون والتکه نامزد شد
جوایز روز امی 2019 کارگردانی برجسته برای یک برنامه انیمیشن رودریگو بلاس، الین بوگان، گیرمو دل تورو، یوهان مات، اندرو اشمیت نامزد شد
جوایز روز امی 2019 میکس صدا برجسته برای یک برنامه انیمیشن کارلوس سانچز نامزد شد
جوایز Daytime Emmy 2019 ویرایش صدای برجسته برای یک برنامه انیمیشن مت هال، اوتیس ون اوستن، جیسون الیور، آران تانچوم، وینسنت گیستی نامزد شد
جوایز Annie 2018[۳۵] دستاورد برجسته، انیمیشن شخصیتی در انیمیشن تلویزیونی/تولید پخش برنده برونو چیو، یی فن چو، کوین جونگ، چون جونگ چو، "بازگشت به خانه"
جوایز Annie 2018[۳۵] دستاورد برجسته، طراحی کاراکتر در تولید تلویزیون/پخش انیمیشن جولز ریگول، آلفردو تورس، لیندا چن، رستم حسنوف، آلفونسو بلااس، "فرار از سرزمین های تاریک" نامزد شد
جوایز Annie 2018[۳۵] دستاورد برجسته، کارگردانی در انیمیشن تلویزیونی/تولید پخش برنامه اندرو اشمیت، نامزد "ناخوش"
جوایز Annie 2018[۳۵] دستاورد برجسته، داستان نویسی در تلویزیون/تولید پخش انیمیشن دیوید وو، نامزد "قهرمان با هزار چهره"
جوایز Annie 2018[۳۵] دستاورد برجسته، استوری بورد در انیمیشن تلویزیونی/تولید پخش پخش آهنگ هیونجو، "In the Hall of the Gumm-Gumm King" نامزد شد
جوایز Annie 2018[۳۵] دستاورد برجسته، نویسندگی در انیمیشن تلویزیونی/تولید پخش پخش A.C. بردلی، کوین هاگمن، دن هاگمن، آرون والتکه، چاد کوانت، "فرار از سرزمین های تاریک" نامزد شد.
جوایز Kidscreen 2018[۳۶] برنده بهترین سریال جدید، دسته کودکان Trollhunters
جوایز Kidscreen 2018[۳۶] بهترین نویسندگی Troll Hunter برنده شد
جوایز Kidscreen 2018[۳۶] بهترین انیمیشن Trollhunters برنده شد
جایزه قرقره طلایی 2018[۳۷] دستاورد برجسته در تدوین صدا، انیمیشن کوتاه متیو هال، جیسون الیور، گوئون لی، MPSE، جیمز میلر، کارلوس سانچس، آران تانچوم، وینسنت گیزتی نامزد
جوایز امی روز 2018[۳۸][۳۹] مجموعه‌های انیمیشن برجسته کودکان گیلرمو دل تورو، مارک گوگنهایم، چاد هامس، رودریگو بلااس، کریستینا استاینبرگ، دن هاگمن، کوین هاگمن، لارنس جوناس نامزد
جوایز امی روز 2018[۳۸][۳۹] نویسندگی برجسته در یک برنامه انیمیشن دان هاگمن، کوین هاگمن، آرون والتکه، چاد کوانت، ای سی بردلی وون
جوایز Daytime Emmy 2018[۳۸][۳۹] ویرایش صدا برجسته - انیمیشن مت هال، گوون لی، جیمز میلر، جیمز الیور، آران تانچوم، استیسی مایکلز، وینسنت گیلتی، الکس اولریش نامزد شد
جوایز امی روز 2018[۳۸][۳۹] عنوان اصلی برجسته و طراحی گرافیکی رودریگو بلاس، اندی ارکسون، جاناتان کاتالان، دای وایر، دیوید ام. جونز، جان لاوس، سکانس عنوان داستانی توسط مایکل اسموکاویچ نامزد شد
جوایز کودکان آکادمی بریتانیا 2018[۴۰] انیمیشن بین المللی رودریگو بلااس، مارک گوگنهایم، چاد هامز نامزد شد
جوایز Annie 2017[۳۰] دستاورد برجسته، انیمیشن شخصیت در تلویزیون/تولید پخش انیمیشن مایک چافه برای شخصیت Blinky در "Becoming, Part 1" برنده شد
جوایز Annie 2017[۳۰] دستاورد برجسته، طراحی شخصیت در تولید تلویزیون/پخش انیمیشن ویکتور مالدونادو، آلفردو تورس و ژول ریگول، برنده «برنده، باخت یا درال»
جوایز Annie 2017[30] دستاورد برجسته، موسیقی در انیمیشن تلویزیونی/تولید پخش پخش الکساندر دسپلات و تیم دیویس، نامزد «شدن، قسمت ۱»
جوایز Annie 2017[۳۰] دستاورد برجسته، داستان نویسی در انیمیشن تلویزیونی/تولید پخش پخش آهنگ هیونجو، "Win, Lose or Draal" برنده شد
جوایز Saturn 2017[۳۱] بهترین سریال انیمیشن یا فیلم در تلویزیون Trollhunters نامزد شد
جوایز پشت سر صداپیشگان 2017[۳۲] بهترین اجرای مرد در یک سریال تلویزیونی آنتون یلچین، برای جیم لیک جونیور برنده
2017 جوایز پشت سر صداپیشگان[۳۲] بهترین اجرای خواننده زن در یک سریال تلویزیونی Lexi Medrano، برای Claire Nuñez نامزد دریافت
2017 جوایز پشت سر صداپیشگان[۳۲] بهترین اجرای آواز زن در یک سریال تلویزیونی در نقش مکمل لارین نیومن، برای خانم جانت نامزد شد
2017 جوایز پشت سر صداپیشگان[۳۲] بهترین اجرای آواز زن در یک سریال تلویزیونی در نقش مهمان آنجلیکا هیوستون، برای ملکه اوسورنا نامزد شد
جوایز Daytime Emmy 2017[۳۳][۳۴] موفقیت فردی برجسته در انیمیشن شخصیتی Mike Chaffe، "Becoming, Part 1" برنده شد
جوایز Daytime Emmy 2017[۳۳][۳۴] دستاورد فردی برجسته در طراحی شخصیت ویکتور مالدونادو، "برنده، باخت یا درال" برنده شد
جوایز امی روز 2017[۳۳][۳۴] برنامه انیمیشن برجسته کلاس ویژه گیلرمو دل تورو، رودریگو بلااس، مارک گوگنهایم، چاد هامز، کریستینا استاینبرگ، دن هاگمن، کوین هاگمن و لارنس جوناس نامزد شد
جوایز Daytime Emmy 2017[۳۳][۳۴] مجری برجسته در یک برنامه انیمیشنی Kelsey Grammer برای بازی Blinky Won
جوایز Daytime Emmy 2017[۳۳][۳۴] بازیگران برجسته برای یک سریال انیمیشن یا ویژه مری هیدالگو و آنیا اوهار، برنده CSA
جوایز امی روز 2017[۳۳][۳۴] برنده نویسندگی برجسته در یک برنامه انیمیشن مارک گوگنهایم
جوایز امی روز 2017[۳۳][۳۴] کارگردانی برجسته در برنامه انیمیشن رودریگو بلااس و گیرمو دل تورو برنده شدند
جوایز امی روز 2017[۳۳][۳۴] عنوان اصلی برجسته و طراحی گرافیکی رودریگو بلاس، اندی ارکسون، جاناتان کاتالان، دای وایر، جان لاوس، دیوید ام. جونز نامزد شد
جوایز Daytime Emmy 2017[۳۳][۳۴] میکس صداهای برجسته – انیمیشن متیو توماس هال و کارلوس سانچس، نامزد CAS
در 6 نوامبر 2017، گیلرمو دل تورو، خالق نمایش، اعلام کرد که شکارچیان ترول به سه‌گانه‌ای از مجموعه‌های انیمیشن معروف به Tales of Arcadia تبدیل می‌شود.[43] این سه گانه توسط یک مجموعه انیمیشن علمی-تخیلی معروف به 3Below: Tales of Arcadia ادامه یافت که بر روی دو بیگانه سلطنتی و محافظ آنها تمرکز دارد که از سیاره اصلی خود فرار می کنند و در Arcadia روی زمین فرود می آیند، جایی که Trollhunters نیز در آن جریان دارد. در آنجا بیگانگان با فرهنگ انسانی سازگار می شوند و سعی می کنند سفینه فضایی خود را تعمیر کنند تا برگردند و سیاره خانه خود را که توسط یک دیکتاتور شیطانی تصرف شده است، پس بگیرند. 3Below در سال 2018 در نتفلیکس پخش شد. این سه گانه پس از آن با مجموعه انیمیشنی Wizards: Tales of Arcadia به پایان رسید، که در آن جادوگر در حال آموزش به نام Douxie Casperan باید در نبردی با Order Arcane وارد یک ماجراجویی زمانبر به کملوت قرون وسطایی شود. . این سریال محدود در 7 اوت 2020 در نتفلیکس به نمایش درآمد.
Tales of Arcadia با یک فیلم بلند با عنوان Trollhunters: Rise of the Titans به پایان رسید که سه دنیای متفاوت از ترول ها، بیگانگان و جادوگران را که به آرکادیا کشیده شده اند، گرد هم می آورد، "... به نبردی آخرالزمانی ختم می شود. کنترل جادو که در نهایت سرنوشت این جهان های ماوراء طبیعی را که اکنون به هم نزدیک شده اند تعیین می کند. این فیلم در 7 اوت 2020 اعلام شد و در نتفلیکس در چهارشنبه 21 ژوئیه 2021 به صورت جهانی منتشر شد.[۴۳]
میلر، لیز شانون (22 دسامبر 2016). "گیلرمو دل تورو: چگونه "شکارچیان ترول" نتفلیکس او را با لذت دوران کودکی (و "فریزر") دوباره پیوند داد". indiwire بازبینی شده در 29 ژانویه 2017.
میلر، لیز شانون (21 دسامبر 2016). «گیلرمو دل تورو در مورد از دست دادن آنتون یلچین، و معنای آن برای فصل دوم «شکارچیان ترول». ایندی وایر. بازبینی شده در 29 ژانویه 2017.
هاش، پالمر (6 ژوئن 2018). "Guillermo del Toro's Trollhunters شروع چیزی عالی در نتفلیکس است". چند ضلعی. بازبینی شده در ۶ ژوئن ۲۰۱۸. "نیویورک کامیک کان: گیلرمو دل تورو از صداپیشگی آنتون یلچین فقید در "شکارچیان ترول" خودداری می کند. نیویورک دیلی نیوز. 8 اکتبر 2016. بازبینی شده در 10 اکتبر 2016. ترامبور، دیو (14 دسامبر 2017). "بررسی فصل 2 "شکارچیان ترول: جادو و اسطوره بازگشت به آرکادیا در راه های جدید جسورانه". برخورد دهنده. بازبینی شده در 3 آوریل 2018. فوچ، هالی (12 دسامبر 2017). "نتفلیکس و دریم ورکس برای شش سریال انیمیشنی در سال 2018 با هم همکاری می کنند". برخورد دهنده. بازبینی شده در 28 دسامبر 2017. گلس، جو (4 سپتامبر 2017). سریال انیمیشن «شکارچی ترول» ساخته گیلرمو دل تورو در نوامبر امسال روی دی وی دی منتشر شد. خونریزی خنک. بازبینی شده در 26 مه 2018. جاسپر "تاریخ انتشار دی وی دی فصل 1 "TROLLHUNTERS" Anton-yelchin.com. بازبینی شده در 26 مه 2018. "Troll Hunters: Season 1". گوجه فرنگی پوسیده. بازبینی شده در 31 دسامبر 2016. "Troll Hunters: Season 1". متاکریتیک. CBS Interactive. بازبینی شده در 15 فوریه 2017. "Trollhunters" با 6 جایزه هنری خلاقانه امی بر همه برنامه های تلویزیونی برتری دارد. 30 آوریل 2017. "کوکو" با 13 نامزدی جوایز آنی پیشتاز است. تنوع. 4 دسامبر 2017. بازبینی شده در 25 ژانویه 2018. ColliderVideos (30 ژانویه 2017). "مصاحبه نویسندگان ترول هانترز دن و کوین هاگمن - گفتگوی تلویزیونی برخورد کننده" - از طریق یوتیوب. "نامزدهای جوایز آنی". جوایز آنی بازبینی شده در 28 نوامبر 2016. مک‌ناری، دیو (2 مارس 2017). "نامزدهای جوایز Saturn 2017: "Rogue One"، "Walking Dead" رهبر". تنوع. بایگانی شده از نسخه اصلی در 3 مارس 2017. بازیابی شده در 2 مارس 2017. ترول هانترز، بازیابی شده در 26 فوریه 2018 "آکادمی ملی علوم و هنرهای تلویزیونی نامزدهای چهل و چهارمین دوره جوایز روزانه EMMY® را اعلام کرد" (PDF). سایت رسمی جوایز امی. 23 مارس 2017. بایگانی شده از نسخه اصلی (PDF) در 20 نوامبر 2021. بازیابی شده در 23 مارس 2017. "آکادمی ملی علوم و هنرهای تلویزیونی برندگان چهل و چهارمین جوایز سالانه هنرهای خلاقانه EMMY را اعلام کرد" (PDF). 30 آوریل 2017. بایگانی شده از نسخه اصلی (PDF) در 15 سپتامبر 2020. بازیابی شده در 30 آوریل 2017. "بهترین انیمیشن مستقل - جوایز Annie: "Coco" در جشن انیمیشن برتر است". هالیوود ریپورتر. بازبینی شده در 4 فوریه 2018. و جوایز Kidscreen 2018 به... بازبینی شده در 14 فوریه 2018. اسلک، آن. "دستاورد برجسته در تدوین صدا - فرم کوتاه انیمیشن". www.mpse.org. بازبینی شده در 13 مارس 2018. "آکادمی ملی علوم و هنرهای تلویزیونی نامزدهای چهل و پنجمین دوره جوایز روزانه EMMY® را اعلام کرد" (PDF). سایت رسمی جوایز امی. 21 مارس 2018. بازبینی شده در 21 مارس 2018. "برندگان امی روز 2018: لیست کامل برندگان و نامزدهای جوایز هنرهای خلاقانه" (PDF). 27 آوریل 2018. بایگانی شده از نسخه اصلی (PDF) در 10 اکتبر 2021. بازیابی شده در 27 آوریل 2018. Milligan, Mercedes (22 اکتبر 2018). نامزدهای بفتای کودکان 2018 معرفی شدند. مجله، انیمیشن (4 ژانویه 2019). "چهل و ششمین جوایز آنی بر عظمت تون تمرکز می کند". میلیگان، مرسدس (20 مارس 2019). نامزدهای امی در روز: انیمیشن اصلی «النا آفالت»، «واترشیپ پایین». "جهان "Trollhunters" به مجموعه سه گانه "Tales of Arcadia" گسترش خواهد یافت. دم کارتون. 7 نوامبر 2017. بازبینی شده در 7 نوامبر 2017.
Milligan, Mercedes (22 سپتامبر 2016). "DreamWorks TV برای نمایش "Trollhunters" در NYCC". مجله انیمیشن. بازبینی شده در ۲۵ سپتامبر ۲۰۱۶. لزنیک، سیلاس (22 سپتامبر 2016). «انیمیشن دریم‌ورکس و نتفلیکس به کامیک‌کان نیویورک می‌روند». ComingSoon.net. بازبینی شده در ۲۵ سپتامبر ۲۰۱۶. پتن، دومینیک (8 اکتبر 2016). "Trollhunters" تاریخ اولین نمایش خود را در دسامبر در نتفلیکس تنظیم می کند، تریلر جدید و Key Art را منتشر می کند - NY Comic-Con". مهلت. بازبینی شده در ۸ اکتبر ۲۰۱۶. ترامبور، دیو (14 مه 2018). "تریلر جدید "Trollhunters" آغاز پایان را برای تیم عنوان کنایه می‌دهد. برخورد دهنده. بازبینی شده در 26 مه 2018. بوچر، اشلی (24 آوریل 2018). "در اینجا همه چیز به نتفلیکس می آید و در ماه مه از آن خارج می شود". TheWrap. بازبینی شده در 26 مه 2018. جانسون، تراویس (3 ژانویه 2017). "Troll Hunters فصل 1". Filmink. بازبینی شده در ۲ آوریل ۲۰۱۸. پوند، استیو (28 آوریل 2017). "Trollhunters" برندگان امی روز هنرهای خلاقانه را پیشرو می کند. بسته بندی. بازبینی شده در ۲ آوریل ۲۰۱۸. "Guillermo Del Toro's Troll Hunters to be a Comic Book by Marc Guggenheim and Richard Hamilton #C2Ccon2017". کتاب کمیک جالب خونریزی، فیلم، اخبار تلویزیون. 4 مارس 2017. بازبینی شده در 14 مارس 2017. Sciretta, Peter (9 فوریه 2017). فصل 2 شکارچی ترول ها اعلام شد، آنتون یلچین برمی گردد. فیلم اسلش. بازبینی شده در 28 دسامبر 2017. پتسکی، دنیز (26 آوریل 2018). «تاتیانا ماسلانی، دیگو لونا و امیل هیرش به دریم‌ورکس «شکارچی ترول‌ها قسمت 3» در نتفلیکس می‌پیوندند. ترامبور، دیو (26 آوریل 2018). "Trollhunters" تاتیانا ماسلانی، دیگو لونا و امیل هیرش را برای قسمت سوم و فراتر از آن اضافه می کند. برخورد دهنده. "جهان "Trollhunters" به مجموعه سه گانه "Tales of Arcadia" گسترش خواهد یافت. دم کارتون. 7 نوامبر 2017. مک‌ناری، دیو (7 اوت 2020). «فیلم «شکارچی ترول: ظهور تایتان‌ها» ساخته گیلرمو دل تورو برای سال 2021 برنامه‌ریزی شده است. تنوع. بازبینی شده در 7 اوت 2020. آندریوا، نلی (15 ژوئن 2016). "شکارچیان ترول": آنتون یلچین، کلسی گرامر و ران پرلمن بازیگران سریال انیمیشن گیلرمو دل تورو نتفلیکس". مهلت. بازبینی شده در 18 ژوئن 2016. آگارد، صدراعظم (30 سپتامبر 2016). «شکارچیان ترول: گیلرمو دل تورو پیش‌نمایش یکی از آخرین نقش‌های آنتون یلچین - نگاه اول». هفته نامه سرگرمی. بازبینی شده در ۱ اکتبر ۲۰۱۶. Mancuso, Vinnie (21 دسامبر 2016). «گیلرمو دل تورو درباره «شکارچیان ترول» صحبت می‌کند: «بهترین تجربه خلاقانه‌ای که تا به حال داشته‌ام». ناظر. بازبینی شده در 29 ژانویه 2017.
میلر، لیز شانون (22 دسامبر 2016). "گیلرمو دل تورو: چگونه "شکارچیان ترول" نتفلیکس او را با لذت دوران کودکی (و "فریزر") دوباره پیوند داد". indiwire بازبینی شده در 29 ژانویه 2017.
میلر، لیز شانون (21 دسامبر 2016). «گیلرمو دل تورو در مورد از دست دادن آنتون یلچین، و معنای آن برای فصل دوم «شکارچیان ترول». ایندی وایر. بازبینی شده در 29 ژانویه 2017.
هاش، پالمر (6 ژوئن 2018). "Guillermo del Toro's Trollhunters شروع چیزی عالی در نتفلیکس است". چند ضلعی. بازبینی شده در ۶ ژوئن ۲۰۱۸. "نیویورک کامیک کان: گیلرمو دل تورو از صداپیشگی آنتون یلچین فقید در "شکارچیان ترول" خودداری می کند. نیویورک دیلی نیوز. 8 اکتبر 2016. بازبینی شده در 10 اکتبر 2016. ترامبور، دیو (14 دسامبر 2017). "بررسی فصل 2 "شکارچیان ترول: جادو و اسطوره بازگشت به آرکادیا در راه های جدید جسورانه". برخورد دهنده. بازبینی شده در 3 آوریل 2018. فوچ، هالی (12 دسامبر 2017). "نتفلیکس و دریم ورکس برای شش سریال انیمیشنی در سال 2018 با هم همکاری می کنند". برخورد دهنده. بازبینی شده در 28 دسامبر 2017. گلس، جو (4 سپتامبر 2017). سریال انیمیشن «شکارچی ترول» ساخته گیلرمو دل تورو در نوامبر امسال روی دی وی دی منتشر شد. خونریزی خنک. بازبینی شده در 26 مه 2018. جاسپر "تاریخ انتشار دی وی دی فصل 1 "TROLLHUNTERS" Anton-yelchin.com. بازبینی شده در 26 مه 2018. "Troll Hunters: Season 1". گوجه فرنگی پوسیده. بازبینی شده در 31 دسامبر 2016. "Troll Hunters: Season 1". متاکریتیک. CBS Interactive. بازبینی شده در 15 فوریه 2017. "Trollhunters" با 6 جایزه هنری خلاقانه امی بر همه برنامه های تلویزیونی برتری دارد. 30 آوریل 2017.
"کوکو" با 13 نامزدی جوایز آنی پیشتاز است. تنوع. 4 دسامبر 2017. بازبینی شده در 25 ژانویه 2018.
(30 ژانویه 2017). "مصاحبه نویسندگان ترول هانترز دن و کوین هاگمن - گفتگوی تلویزیونی برخورد کننده" - از طریق یوتیوب. "نامزدهای جوایز آنی". جوایز آنی بازبینی شده در 28 نوامبر 2016. مک‌ناری، دیو (2 مارس 2017). "نامزدهای جوایز Saturn 2017: "Rogue One"، "Walking Dead" رهبر". تنوع. بایگانی شده از نسخه اصلی در 3 مارس 2017. بازیابی شده در 2 مارس 2017. ترول هانترز، بازیابی شده در 26 فوریه 2018 "آکادمی ملی علوم و هنرهای تلویزیونی نامزدهای چهل و چهارمین دوره جوایز روزانه EMMY® را اعلام کرد" (PDF). سایت رسمی جوایز امی. 23 مارس 2017. بایگانی شده از نسخه اصلی (PDF) در 20 نوامبر 2021. بازیابی شده در 23 مارس 2017. "آکادمی ملی علوم و هنرهای تلویزیونی برندگان چهل و چهارمین جوایز سالانه هنرهای خلاقانه EMMY را اعلام کرد" (PDF). 30 آوریل 2017. بایگانی شده از نسخه اصلی (PDF) در 15 سپتامبر 2020. بازیابی شده در 30 آوریل 2017. "بهترین انیمیشن مستقل - جوایز Annie: "Coco" در جشن انیمیشن برتر است". هالیوود ریپورتر. بازبینی شده در 4 فوریه 2018. و جوایز Kidscreen 2018 به... بازبینی شده در 14 فوریه 2018. اسلک، آن. "دستاورد برجسته در تدوین صدا - فرم کوتاه انیمیشن". www.mpse.org. بازبینی شده در 13 مارس 2018. "آکادمی ملی علوم و هنرهای تلویزیونی نامزدهای چهل و پنجمین دوره جوایز روزانه EMMY® را اعلام کرد" (PDF). سایت رسمی جوایز امی. 21 مارس 2018. بازبینی شده در 21 مارس 2018. "برندگان امی روز 2018: لیست کامل برندگان و نامزدهای جوایز هنرهای خلاقانه" (PDF). 27 آوریل 2018. بایگانی شده از نسخه اصلی (PDF) در 10 اکتبر 2021. بازیابی شده در 27 آوریل 2018. Milligan, Mercedes (22 اکتبر 2018). نامزدهای بفتای کودکان 2018 معرفی شدند. مجله، انیمیشن (4 ژانویه 2019). "چهل و ششمین جوایز آنی بر عظمت تون تمرکز می کند". میلیگان، مرسدس (20 مارس 2019). نامزدهای امی در روز: انیمیشن اصلی «النا آفالت»، «واترشیپ پایین». "جهان "Trollhunters" به مجموعه سه گانه "Tales of Arcadia" گسترش خواهد یافت.
ترتیب داستان : شکارچیان ترول ، سه فراری ، جادوگران ، غول کش ها ظهور تایتان ها
این مجموعهٔ پویانمایی نقدهای مثبتی دریافت کرد و امتیاز ۶۹ را در وبگاه متاکریتیک به دست آورد. همچنین شکارچیان ترول در وبگاه IMDB نمرهٔ ۸٫۴ را دریافت کرد.
| سایت           | امتیاز |
| -------------- | ------ |
| A.V. Club      | ۷۵     |
| yahoo tv       | ۷۰     |
| New York Times | ۷۰     |
| متاکریتیک      | ۶۹     |